# 深山双盖蕨
深山双盖蕨（学名：Diplazium mettenianum）为蹄盖蕨科双盖蕨属下的一个种。

## 扩展阅读
- 維基物種上的相關：深山双盖蕨